# Телеграф
Телегра́ф (др.-греч. τῆλε — «далеко» + γράφω — «пишу») в современном значении — средство передачи сигнала по проводам, радио или другим каналам. Передачу информации телеграфным способом называют телеграфией.

## Примитивные виды связи
С незапамятных времён человечество пользовалось различными примитивными видами сигнализации и связи в целях сверхбыстрой передачи важной информации в тех случаях, когда по ряду причин традиционные виды почтовых сообщений не могли быть использованы. Огни, зажигаемые на возвышенных участках местности, или же дым от костров должен был оповестить о приближении врагов либо о грядущем стихийном бедствии. Этот способ до сих пор используется заблудившимися в тайге или туристами, испытывающими стихийное бедствие. Некоторые племена и народы использовали для этих целей определённые комбинации звуковых сигналов от ударных (например говорящие и др. барабаны) и духовых (охотничий рог) музыкальных инструментов, другие научились передавать определённые сообщения, манипулируя отражённым солнечным светом при помощи системы зеркал. В последнем случае система связи получила наименование «гелиограф», который является примитивным световым телеграфом.

## Оптический телеграф

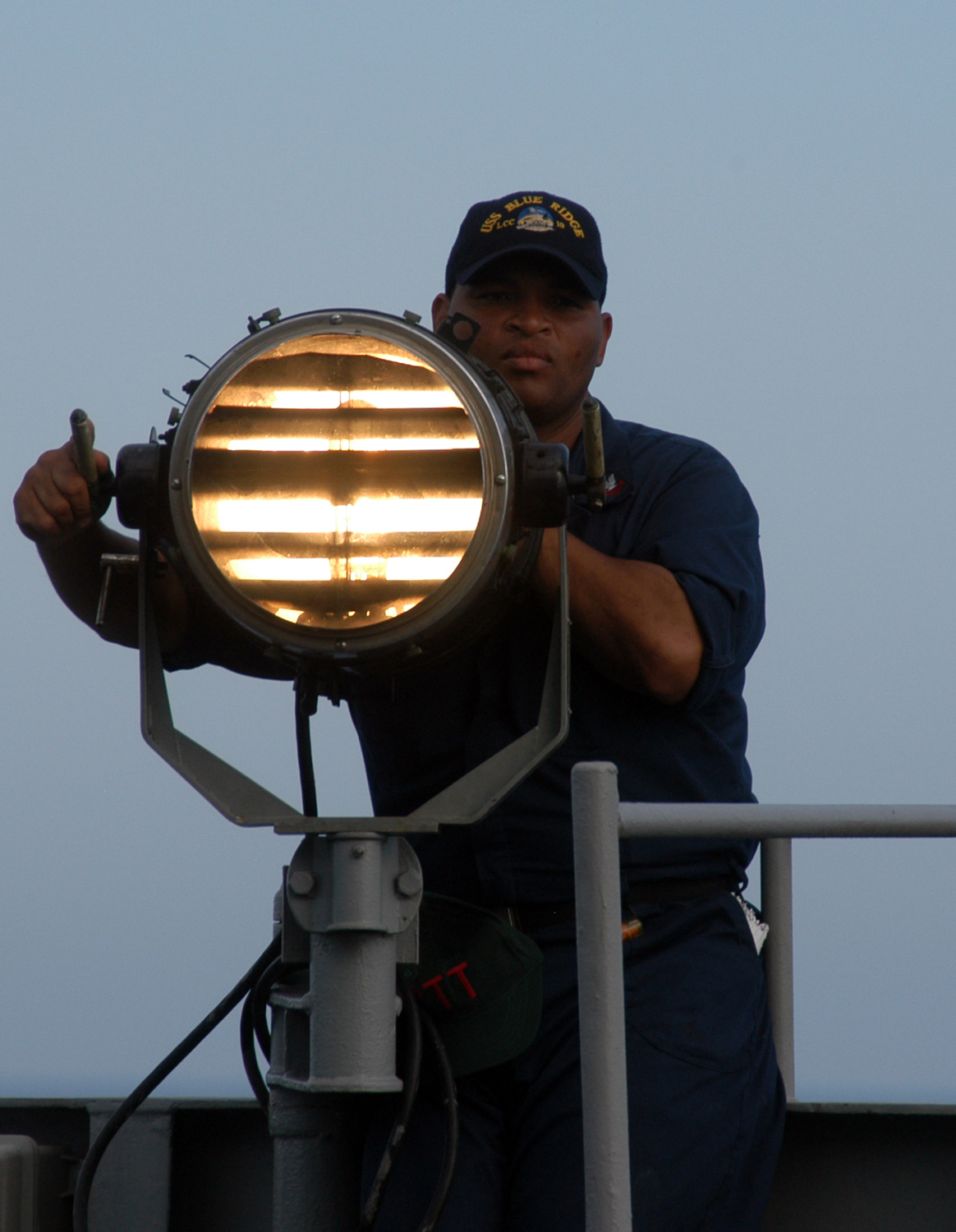
Передача сообщения кодом Морзе при помощи корабельного сигнального прожектора (лампы Олдиса)

В 1792 году во Франции Клод Шапп создал систему передачи информации при помощи светового сигнала. Она получила название «оптический телеграф». Обычно этот вид телеграфа использовался на морских судах. В простейшем виде это была цепь типовых строений, расположенных в пределах видимости друг друга. На кровле строений размещались шесты с подвижными поперечинами — семафоры. Семафорами с помощью тросов управляли операторы, которые сидели внутри.
Шапп создал специальную таблицу кодов, где каждой букве алфавита соответствовала определённая фигура, образуемая семафором, в зависимости от положений поперечных брусьев относительно опорного шеста. Система Шаппа позволяла передавать сообщения на скорости два слова в минуту и быстро распространилась в Европе. В Швеции цепь станций оптического телеграфа действовала до 1880 года.
Семафоры могли передавать информацию с большей точностью, чем дымовые сигналы и маяки. Кроме того, они не потребляли топлива. Сообщения можно было передавать быстрее, чем их могли передавать гонцы, и семафоры могли обеспечивать передачу сообщений по целому региону. Однако, как и прочие способы передачи сигналов на расстояние, они сильно зависели от погодных условий и требовали дневного света (практичное электроосвещение появилось только в 1880 году). Они нуждались в операторах, и башни должны были быть расположены на расстоянии не более 30 км друг от друга. Это было полезно для правительства, но слишком дорого для использования в коммерческих целях. Изобретение электрического телеграфа позволило снизить стоимость отправки сообщений в тридцать раз, кроме того, его можно было использовать в любое время суток, независимо от погоды.

## Электрический телеграф

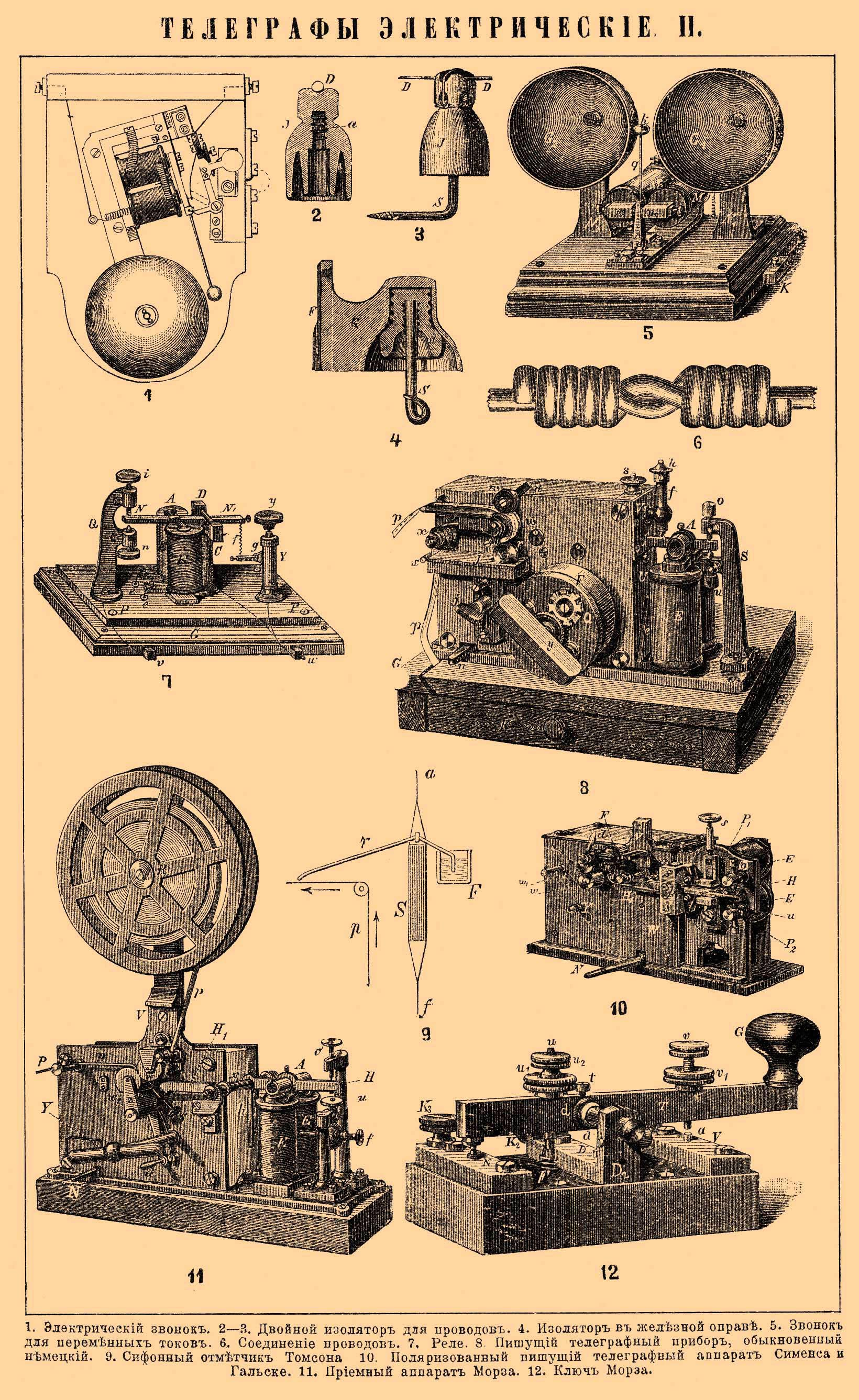
Телеграфы электрические
1. Электрический звонок
2, 3. Двойной изолятор для проводов
4. Изолятор в железной оправе
5. Звонок для переменных токов
6. Соединение проводов
7. Реле
8. Пишущий телеграфный прибор, обыкновенный немецкий
9. Сифонный отметчик Томсона
10. Поляризованный пишущий телеграфный аппарат Сименса и Гальске
11. Приёмный аппарат Морзе
12. Ключ Морзе

Одна из первых попыток создать средство связи с использованием электричества относится ко второй половине XVIII века, когда Жорж Луи Лесаж в 1774 году построил в Женеве электростатический телеграф. В 1798 году испанский изобретатель Франсиско де Сальва создал собственную конструкцию электростатического телеграфа. Позднее, в 1809 году немецкий учёный Самуил Томас Зёммеринг построил и испытал электрохимический телеграф на пузырьках газа.
В 1824 году английский физик Питер Барлоу опубликовал ошибочный «Закон Барлоу», который на несколько лет остановил развитие телеграфии.
Первый электромагнитный телеграф создал российский учёный Павел Львович Шиллинг в 1832 году. Публичная демонстрация работы аппарата состоялась в квартире Шиллинга 9 (21) октября 1832 года. Шиллинг также разработал оригинальный код, в котором каждой букве алфавита соответствовала определённая комбинация символов, которая могла проявляться чёрными и белыми кружками на телеграфном аппарате. Впоследствии электромагнитный телеграф был построен в Германии — Карлом Гауссом и Вильгельмом Вебером (1833), в Великобритании — Куком и Уитстоном (1837), а в США электромагнитный телеграф запатентовал Сэмюэл Морзе в 1840 году. Телеграфные аппараты Шиллинга, Гаусса-Вебера, Кука-Уитстона относятся к электромагнитным аппаратам стрелочного типа, в то время как аппарат Морзе являлся электромеханическим. Большой заслугой Морзе (а также его партнёра по бизнесу Альфреда Вейла) является изобретение телеграфного кода, где буквы алфавита были представлены комбинацией коротких и длинных сигналов — «точек» и «тире» (код Морзе). Коммерческая эксплуатация электрического телеграфа впервые была начата в Лондоне в 1837 году. В России работы Шиллинга продолжил Борис Семёнович Якоби, построивший в 1839 году пишущий телеграфный аппарат, а в 1850 году — буквопечатающий телеграфный аппарат.
В 1858 году была установлена трансатлантическая телеграфная связь. Затем был проложен кабель в Африку, что позволило в 1870 году установить прямую телеграфную связь Лондон — Бомбей (через релейную станцию в Египте и на Мальте).

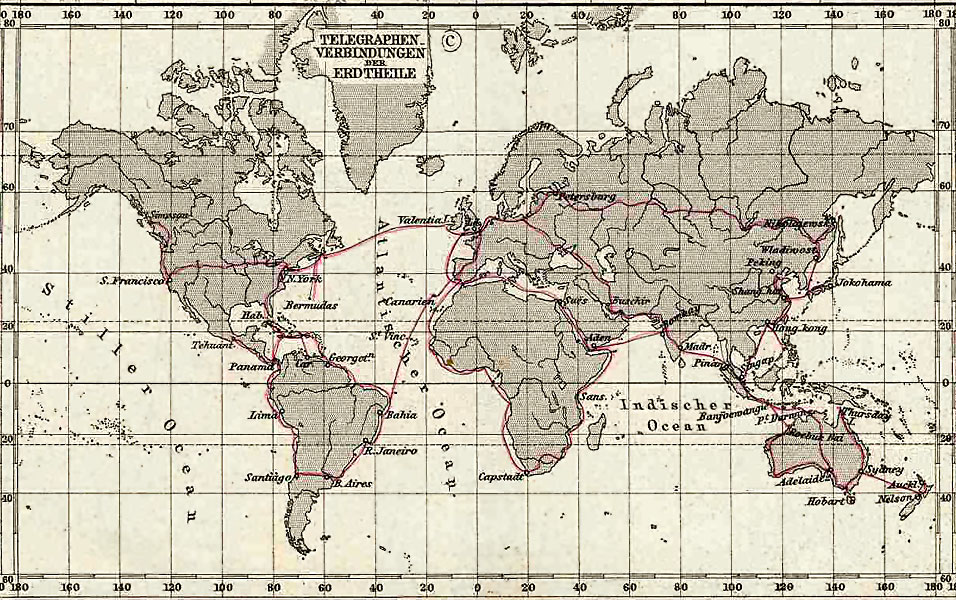
Основные телеграфные линии на 1891 год

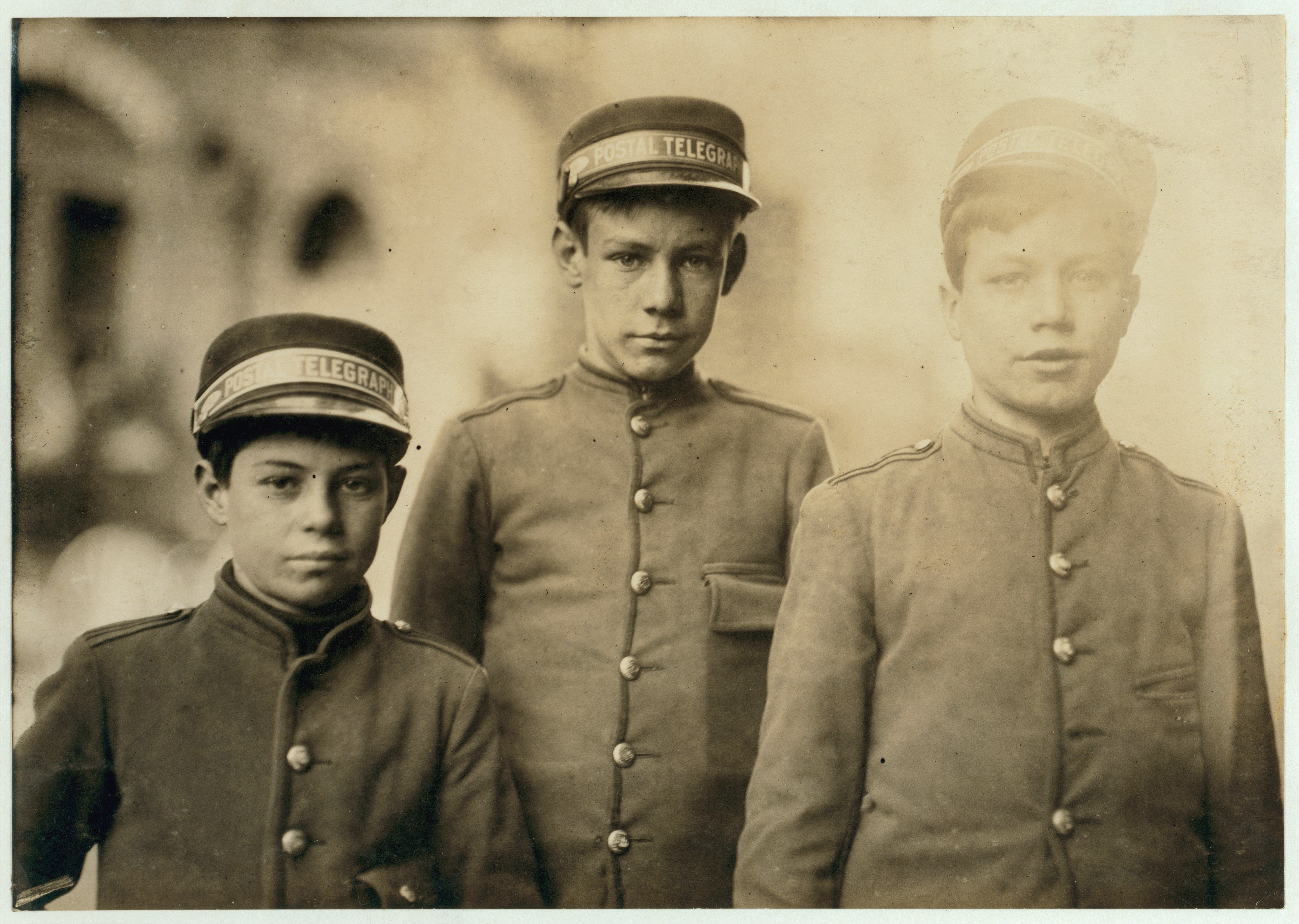
Посыльные телеграфной компании Postal Telegraph, США, 1910-е годы

### Многократный телеграф
В 1872 году французский изобретатель Эмиль Бодо сконструировал синхронный телеграфный аппарат двукратного действия, использующий метод временно́го уплотнения для одновременной передачи двух сообщений по одной линии связи, а в 1876 году — синхронный телеграфный аппарат пятикратного действия. Подобные аппараты получили название многократных. Кроме того, Бодо создал весьма удачный телеграфный код (код Бодо), впоследствии получивший широкое распространение и ставший основой для стандарта International Telegraph Alphabet No. 1 (ITA1), утверждённого Международным консультативным комитетом по телеграфии (МККТ) в 1932 году. В ноябре 1926 года МККТ ввёл в обращение и назвал в честь Бодо единицу измерения символьной скорости — бод.

### Телетайп
Дальнейшая эволюция конструкции проводных телеграфных аппаратов привела к появлению телетайпов. Их прообразом стал стартстопный телеграфный аппарат на базе пишущей машинки, сконструированный британским изобретателем новозеландского происхождения Дональдом Мюрреем в конце 1890-х годов. Аппарат Мюррея использовал модифицированный его создателем код Бодо (так называемый код Бодо — Мюррея), впоследствии ставший основой для стандарта International Telegraph Alphabet No. 2 (ITA2), утверждённого МККТ в 1932 году. В СССР на основе ITA2 был разработан МТК-2 — обратно совместимый с ITA2 телетайпный код с поддержкой букв русского алфавита.

### Телекс

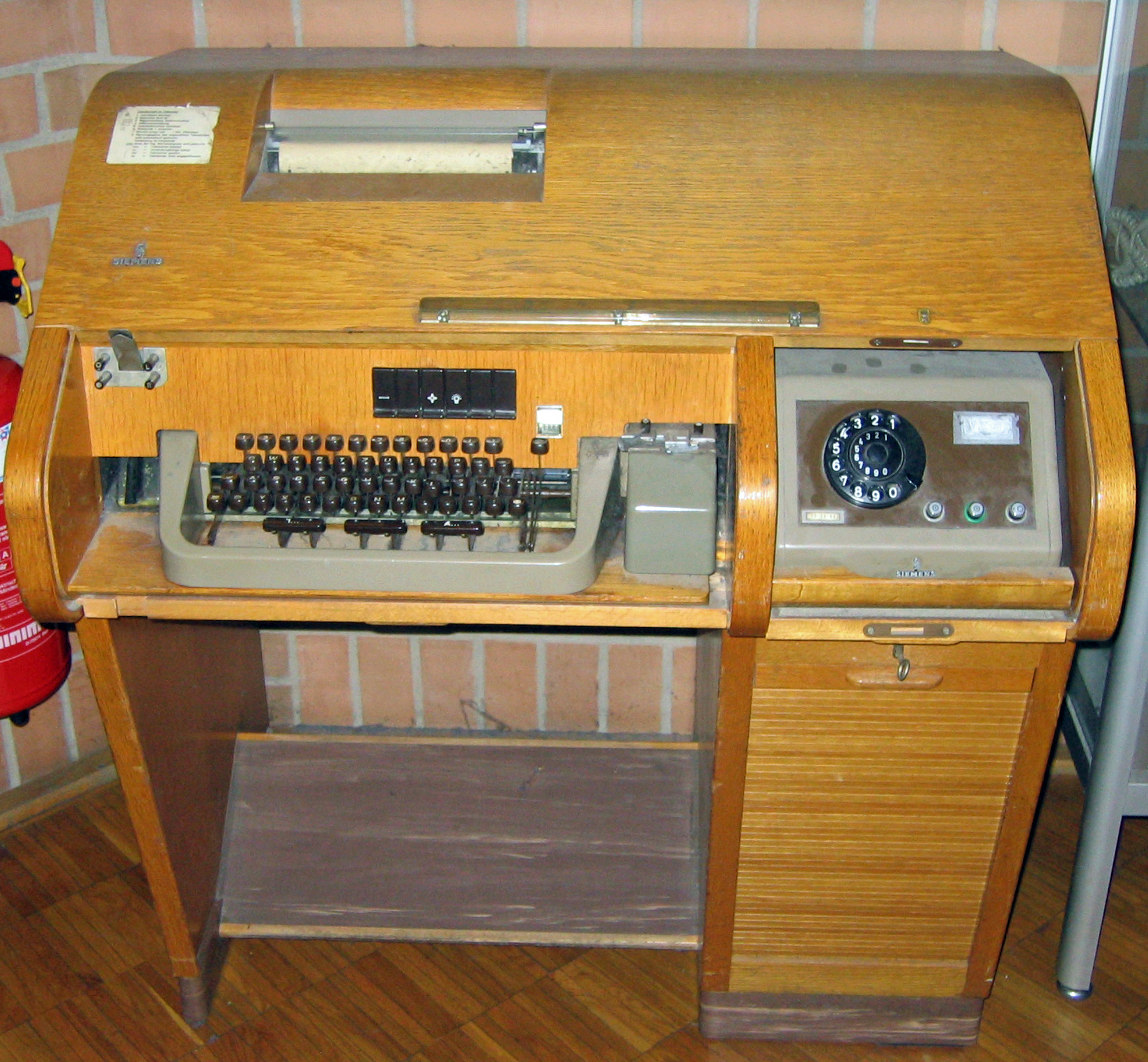
Телекс Siemens T100

К 1930 году была создана конструкция телетайпа, оснащённого вызывным устройством телефонного типа с дисковым номеронабирателем и использующего обычные коммутируемые телефонные линии. Этот тип телеграфного аппарата, в числе прочего, позволял персонифицировать абонентов сети и осуществлять быстрое их соединение. Практически одновременно в Германии и Великобритании были созданы национальные сети абонентского телеграфа, получившие название Telex (от англ. Telegraph Exchange).
На основании международных соглашений 1930-х годов телекс-сообщение было признано документом, а телекс, соответственно, — видом документальной связи. В 1931 году компанией AT&T в США была запущена национальная сеть абонентского телеграфирования, подобная Telex, получившая название TWX (от англ. Telegraph Wide Area Exchange). В СССР первая станция абонентского телеграфа заработала в 1947 году на Центральном телеграфе в Москве.
Сети международного абонентского телеграфирования постоянно расширялись, и к 1970 году глобальная сеть телексной связи объединяла абонентов более чем 100 стран мира. В СССР параллельно с этим действовали различные сети, часто имевшие свои шлюзы для подключения к глобальным системам — к примеру, телексные сети МВД (шлюз на Интерпол), армии (шлюз на штаб стран Варшавского договора), МИД, правительственной связи, сети связи министерств и ведомств и т. д.
В 1980-х годах, благодаря появлению на рынке недорогих и практичных факсимильных машин, телексная сеть стала сдавать позиции в пользу факсимильной связи, позволявшей кроме текста передавать изображение.

### Влияние на общество
До появления электрического телеграфа скорость распространения информации для большинства людей была ограничена скоростью почтовых служб. Внедрение телеграфа освободило коммуникации от пространственно-временных ограничений и произвело революцию в глобальной экономике и общественных отношениях. К концу XIX века телеграф становится всё более распространённым средством связи для обычных людей. Телеграф отделил информацию от физического перемещения объектов.
Телеграфия способствовала росту организованности «на железных дорогах, объединила финансовые и товарные рынки, уменьшила стоимость [передачи] информации внутри и между предприятиями». Рост делового сектора подстегнул общество к дальнейшему расширению использования телеграфа.
Внедрение телеграфии в мировом масштабе изменило подход к сбору информации для новостных репортажей. Сообщения и информация теперь распространялись далеко и широко и телеграф потребовал введения языка «свободного от локальных региональных и нелитературных аспектов», что привело к развитию и стандартизации мирового языка СМИ.

## Фототелеграф
В 1843 году шотландский физик Александр Бейн продемонстрировал и запатентовал собственную конструкцию электрического телеграфа, которая позволяла передавать изображения по проводам. Аппарат Бейна считается первой примитивной факс-машиной.
В 1855 году итальянский изобретатель Джованни Казелли создал аналогичное устройство, которое он назвал «пантелеграф» и предложил для коммерческого использования. Аппараты Казелли некоторое время использовались для передачи изображений посредством электрических сигналов на телеграфных линиях как во Франции, так и в России.
Аппарат Казелли передавал изображение текста, чертежа или рисунка, нарисованного на свинцовой фольге специальным изолирующим лаком. Контактный штифт скользил по этой совокупности перемежающихся участков с большой и малой электропроводностью, «считывая» элементы изображения. Передаваемый электрический сигнал записывался на приёмной стороне электрохимическим способом на увлажнённой бумаге, пропитанной раствором железосинеродистого калия (феррицианида калия). Аппараты Казелли использовались на линиях связи Москва — Петербург (1866—1868), Париж — Марсель и Париж — Лион.
Самые совершенные из фототелеграфных аппаратов производили считывание изображения построчно фотоэлементом и световым пятном, которое обегало всю площадь оригинала. Световой поток, в зависимости от отражающей способности участка оригинала, воздействовал на фотоэлемент и преобразовывался им в электрический сигнал. По линии связи этот сигнал передавался на приёмный аппарат, в котором модулировался по интенсивности световой луч, синхронно и синфазно обегающий поверхность листа фотобумаги. После проявления фотобумаги на ней получалось изображение, являющееся копией передаваемого — фототелеграмма. Технология нашла широкое применение в новостной фотожурналистике. В 1935 году агентство «Ассошиэйтед Пресс» первым создало сеть корпунктов, оснащённых фототелеграфными аппаратами, способными передавать снимки на большие расстояния непосредственно с места событий.
Советская «Фотохроника ТАСС» оснастила корпункты фототелеграфом в 1957 году, и переданные в центральный офис таким способом снимки подписывались «Телефото ТАСС». Технология господствовала в доставке изображений вплоть до середины 1980-х годов, когда появились первые фильм-сканеры и видеофотоаппараты, а за ними — цифровая фототехника.
Начиная с 1950-х годов фототелеграф используется для передачи не только фототелеграмм. Ему находят применение в картографии, а также передают газетные полосы. В это же время развились другие методы записи изображения на приёмной стороне, помимо фотографического, а в качестве канала связи стали использоваться не только телеграфные, но и телефонные линии и радиосвязь. Поэтому ранее применявшийся термин «фототелеграфная связь» по рекомендации Международного консультативного комитета по телеграфии и телефонии (МККТТ) в 1953 году был заменён более общим — «факсимильная связь».

## Беспроводной телеграф

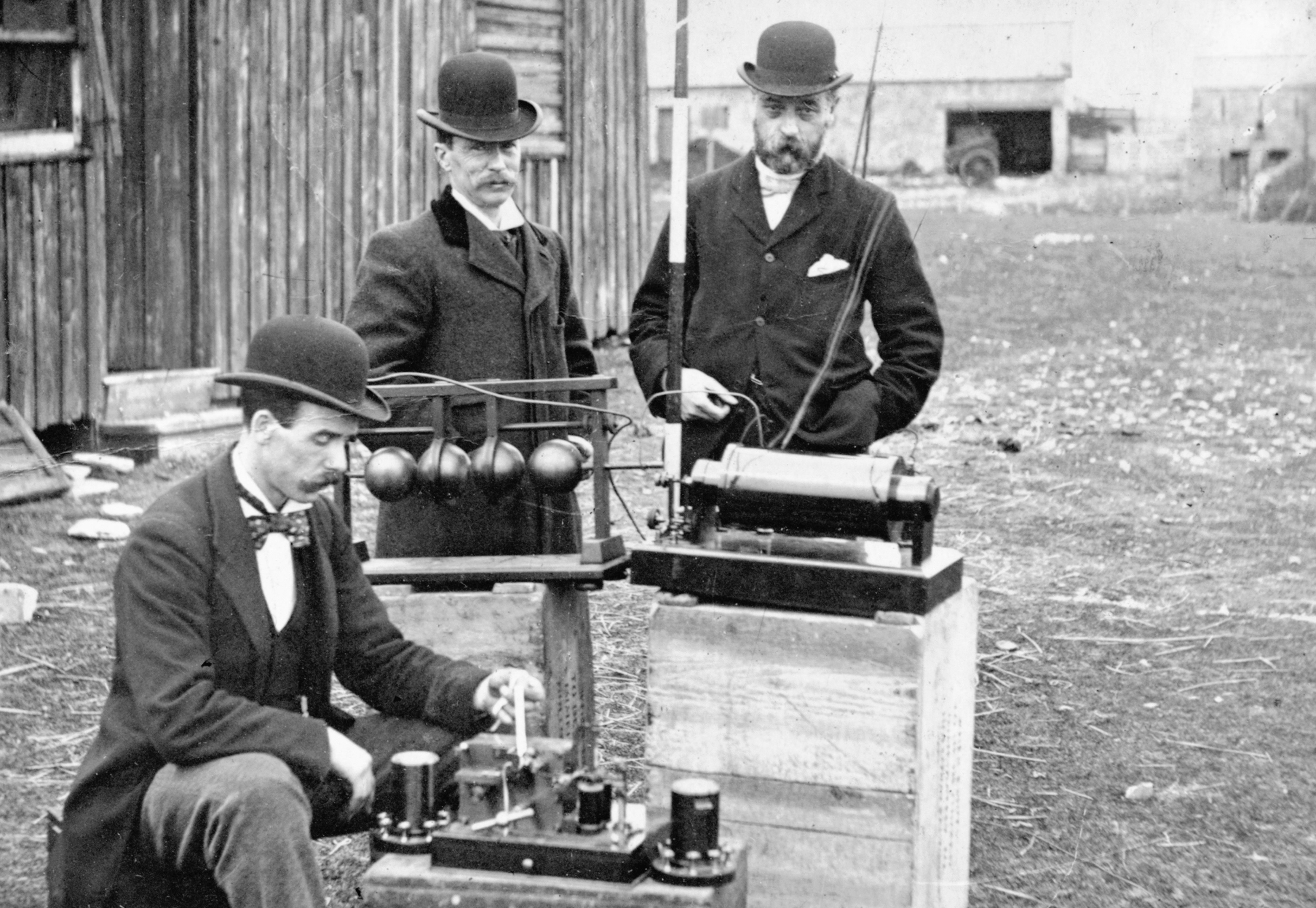
Инженеры почтового отделения Великобритании осматривают передатчик Маркони (в центре) и приёмник (внизу) на Флэт-Холме, май 1897 года

В мае 1897 года Гульельмо Маркони осуществил передачу через Бристольский залив телеграфных сигналов (слов и словосочетаний) на расстояние 14 км. 6 июля 1897 года Маркони на итальянской военно-морской базе Ла Специяна передал своей аппаратурой фразу «Viva l’Italia» (с итал. — «Да здравствует Италия») на расстояние 18 км.
19 (31) декабря 1897 года газета «Петербургский листок» сообщила о беспроводной передаче телеграфного сигнала Александром Степановичем Поповым из здания химической лаборатории Петербургского университета в аудиторию физического кабинета в другом здании 18 (30) декабря 1897 года. В заметке сообщалось, что после того, как ассистент Попова Пётр Николаевич Рыбкин ушёл на «станцию отправления», «ровно через 10 минут <…> на ленте обычной телеграфной азбукой [Морзе] обозначилось слово „Герц“».

## Телеграф в XXI веке
В XXI веке возможности обмена сообщениями по сети Телекс сохранены во многом благодаря электронной почте. В России телеграфная связь существует и поныне[когда?], телеграфные сообщения передаются и принимаются при помощи специальных устройств — телеграфных модемов, сопряжённых в узлах электрической связи с персональными компьютерами операторов, правда, передача сообщений в большинстве случаев осуществляется уже по современным каналам связи, а сеть проводного телеграфа на большей части территории России демонтирована. По состоянию на конец 2010 годов граждане РФ отправляли около 5 миллионов телеграмм в год.

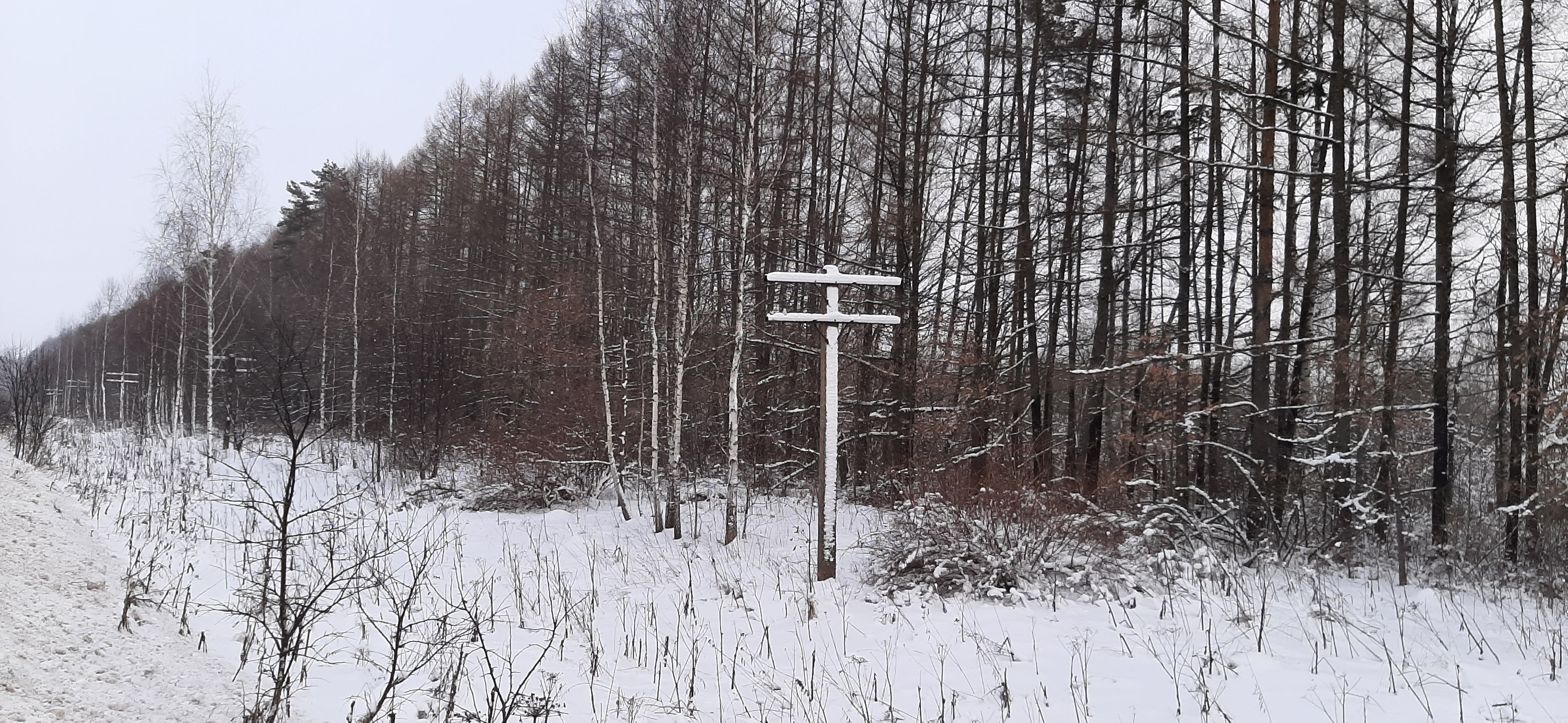
Недействующая линия телеграфной связи, Тульская область, конец 2021 года

В некоторых странах национальные операторы сочли телеграф устаревшим видом связи и свернули все операции по отправлению и доставке телеграмм в традиционном значении этого термина. В Нидерландах телеграфная связь прекратила работу в 2004 году. В январе 2006 года старейший национальный оператор США Western Union объявил о полном прекращении обслуживания населения по отправке и доставке телеграфных сообщений. С июля 2013 года услуги телеграфной связи не предоставляются в Индии, с 2017 года — в Бельгии, с марта 2018 года — на Украине, с 2023 года — в Германии.
В Казахстане услуги телеграфной связи физическим лицам не предоставляются с 1 января 2018 года. Для юридических лиц тарифы были значительно повышены с 1 июля 2018 года. Рентабельность предоставления данной услуги оператором АО «Казахтелеком» на тот момент составляла минус 92 процента, что не подразумевало её дальнейшего развития.
Телеграмма в России юридически приравнена к собственноручно подписанному документу, и именно это юридический статус до 2019 года и сохранял некоторую востребованность столь архаичного вида связи. Практическая востребованность телеграфа исчезла с появлением в статье 160 Гражданского кодекса Российской Федерации понятия «аналог собственноручной подписи», а также с развитием электронного документооборота и широкого распространения криптографических систем электронной подписи. Тем не менее в России по состоянию на 2024 год услуги отправки и получения телеграмм всё ещё доступны — их оказывает Почта России.